# Burstcoin
Burstcoin es una criptomoneda digital y sistema de pago de la tecnología blockchain (cadena de bloques). Burstcoin fue introducida en el foro de bitcointalk.org el 10 de agosto de 2014 como una moneda basada en NXT. Las Burstcoin se extraen usando un algoritmo llamado Prueba de Capacidad (Proof-of-capacity o “PoC”) en el cual los mineros usan memoria informática en vez del más común y costoso método de permanentes y complejos cálculos computacionales.
El requerimiento energético para minar Burstcoin es mínimo comparado a otras criptomonedas, haciendo a Burstcoin una de las de más bajo consumo en el campo de las criptomonedas que usan PoC. La plataforma de cadena de bloques NXT permite flexibilidad en el desarrollo, asegurando a promotores la libertad de crear sus propias aplicaciones. En este sentido, Burstcoin puede ser considerado como un proyecto de aplicación criptográfica de próxima generación (también llamada “criptomonedas” 2.0’) a diferencia de la primera generación de criptomonedas como Bitcoin.

## Historia

### Origen a la toma de posesión de la comunidad
Burstcoin fue lanzado al público el 10 de agosto de 2014 en bitcointalk.org por el desarrollador original que es conocido con el alias de “Burstcoin”. Hasta el día de hoy no se conoce su verdadera identidad. La moneda fue presentada sin una oferta pública de venta (OPV) o Premine. El bloque génesis fue publicado el 11 de agosto de 2014. Aproximadamente un año después, el desarrollador principal "Burstcoin" desapareció sin ninguna explicación.
Tratándose de un proyecto de código abierto, otros miembros de la comunidad se hicieron cargo del desarrollo de Burstcoin. El 11 de enero de 2016, un nuevo hilo del foro fue creado en Bitcointalk.org por un miembro de la comunidad. El código base todavía está siendo desarrollado activamente por una amplia gama de colaboradores de todo el mundo.

## Innovaciones
Burstcoin es la primera criptomoneda en usar algoritmo de capacidad de prueba. Este fue implementado exitosamente por el desarrollador original con el nombre “Burstcoin” en los foros de bitcointalk.
Burstcoin fue la primera criptomoneda en implementar el uso de contratos inteligentes Turing completo en un entorno vivo en la forma de Transacciones Automatizadas (AT). Esto ocurrió antes de Ethereum y Counterparty. Una aplicación de estos contratos inteligentes fue mostrada en la primera lotería descentralizada del mundo. Se convirtió en el primer programa en ejecutarse en una cadena de bloques con un método descentralizado y de confianza. Otros casos en los que se usan las Transacciones Automatizadas incluyen el crowdfunding.
Una innovación más reciente del Burstcoin y Qora son las Atomic cross-chain transactions o ‘ACCT’ (transacciones atómicas de cadena cruzada) que permiten una negociación completamente descentralizada entre dos criptomonedas sin la necesidad de una tercera parte. Las transacciones cruzadas entre cadenas han sido logradas con éxito entre Burstcoin y Qora.

## Diseño

### Cadena de bloques
La cadena de bloques de Burstcoin es un libro mayor público que guarda cada una de las transacciones. Es totalmente distribuido y trabaja sin una autoridad central de confianza: la cadena de bloques es mantenida por una red de computadoras conocidas como nodos que trabajan con el software de Burstcoin.

### Propiedad
Ser propietario de Burstcoins implica que el usuario puede gastar Burstcoins vinculadas a una dirección especíica. Para que esto ocurra, el pagador debe firmar digitalmente la transacción usando una llave privada asociada. Sin conocimiento de la llave privada, la transacción no puede ser firmada y por consiguiente, no se pueden usar las Burstcoins. La red verifica la firma usando una llave pública. Si la llave privada se pierde, la red de Burstcoin no reconocerá ninguna otra evidencia de propiedad; las monedas no podrán utilizarse y estarán efectivamente perdidas.

### Transacciones
A continuación, un resumen de las transacciones de Burstcoins: El remitente detalla los parámetros para el tipo de transacción que requiere (envío de dinero, creación de un alias, transmisión de un mensaje, emisión de un activo o pedido de un activo). Todos los valores de las entradas de transacción son verificados para que puedan ser validados. Si se comprueba que la transacción es válida, la clave pública para la cuenta generada se calculará utilizando una contraseña secreta. Se crea una nueva transacción, con un valor de tipo y subtipo definido para que así coincida con el tipo de transacción que se está creando. Todos los parámetros especificados se incluyen en el objeto de la transacción. Se crea un ID (identificación) de transacción única con la creación del objeto. La transacción se firma digitalmente con la clave privada del envío de cuentas. Los datos de transacción cifrados se colocan dentro de un mensaje que indica los pares de la red que procesen la transacción. La transacción se transmite, de esta manera, a todos los peers de la red. Las transacciones Burstcoin se basan en el código base de Nxt. Se puede encontrar una explicación más detallada del proceso de transacción su wikipage.

### Minería (prueba de capacidad)
El proceso de minería se basa en el algoritmo de prueba de capacidad (PoC), ya descrito en un documento redactado por Stefan Dziembowski, Sebastian Faust, Vladimir Kolmogorov y Krzysztof Pietrzak. Con el fin de minar Burstcoins, cada minero calcula primero un gran conjunto de datos que después se guardaran en un medio de almacenamiento informático. Estos conjuntos de datos son conocidos como parcelas. El minero que tenga el plazo más bajo, gana el bloque y es luego recompensado con los honorarios de transacción y la recompensa de bloque decreciente de Burstcoins.
Los recursos computacionales para la minería se limitan con el tiempo que tarda el minero en encontrar su plazo más bajo, una vez que su fecha límite ha sido presentada no se necesitarán otros recursos computacionales sino hasta el próximo bloque, haciendo que Burstcoin sea altamente eficiente cuando se trata de energía. El tamaño total de las parcelas de los mineros es comparable con la velocidad de la minería utilizada por otras criptomonedas.El punto de entrada del hardware para la minería de Burstcoin es mínimo, ya que actualmente se puede extraer en un dispositivo Android.
La prueba de capacidad llama también prueba ASIC. El algoritmo de prueba de capacidad de Burstcoin se basa en el sistema proof-of-work o 'POW', por lo que teóricamente se podría calcular las Pruebas en tiempo real. Sin embargo, actualmente no es posible completar suficiente trabajo para ser realizado durante un tiempo de 4 minutos,ya que ni siquiera el ASIC más rentable podría minarlo con suficiente eficiencia para hacerlo más barato de usar que un disco duro.

### Piscinas mineras
Dado que puede tomar mucho tiempo para encontrar la fecha límite más corta, algunos mineros colectivamente minan lo que se conoce como una piscina minera.Las piscinas mineras permiten a los mineros tener un ingreso de Burstcoin distribuido más uniformemente: la recompensa de cada bloque ganado por la piscina se mercantiliza entre los mineros de esa piscina. Mediante el uso de grupos de mineros, los mineros más pequeños pueden competir colectivamente con los grandes mineros por sí mismos. Cuando se gana un bloque, el minero de la piscina que encuentra el plazo más bajo recibe normalmente entre el 50% y el 60% de la recompensa del bloque. Alternativamente, un minero solo gana el 100% de la recompensa del bloque.

## Características
La característica principal de Burstcoin se basa en la plataforma Nxt, que permite añadir servicios externos en la parte superior de la cadena de bloques. La cartera de Burstcoin viene en dos versiones: La cartera basada en la web (cartera en línea) y una versión de escritorio de Windows (Cliente de Windows) la cual es, esencialmente, un contenedor para la cartera web y una instancia local con algunas funcionalidades añadidas. Los usuarios pueden acceder a sus cuentas desde cualquier lugar del mundo que tenga acceso a Internet y algún navegador web. Las características de la Burst Wallet incluyen (pero no se limitan a) las siguientes:

### Versión Android
Una versión para Android de Burst Wallet fue lanzada en 2016. Aunque actualmente sólo tiene un subconjunto de las características de la versión para PC, permite a los usuarios trazar la capacidad de almacenamiento del dispositivo, extraer monedas con, enviar y al mismo tiempo recibir Burstcoins desde cualquier dispositivo Android que sea compatible.

### Intercambio de activos (Asset Exchange)
Burst Asset Exchange es una plataforma de intercambio Peer-to-peer integrada en la Burst Wallet. Principalmente funciona como una plataforma de negociación segura y descentralizada para los activos de Burst. La popularidad del intercambio de activos se basa en la ausencia de un tercero, lo que permite mejorar la eficiencia y reducir los costos. Un activo de ruptura es básicamente un símbolo que representa cualquier cosa que el emisor de activos considere que tiene valor para poder ser negociado. Algunos ejemplos comunes de tales activos incluyen acciones en los siguientes: grupos mineros, fondos de jubilación, plataformas de minería de cripto, sitios de juego de cripto e inversiones de plata.

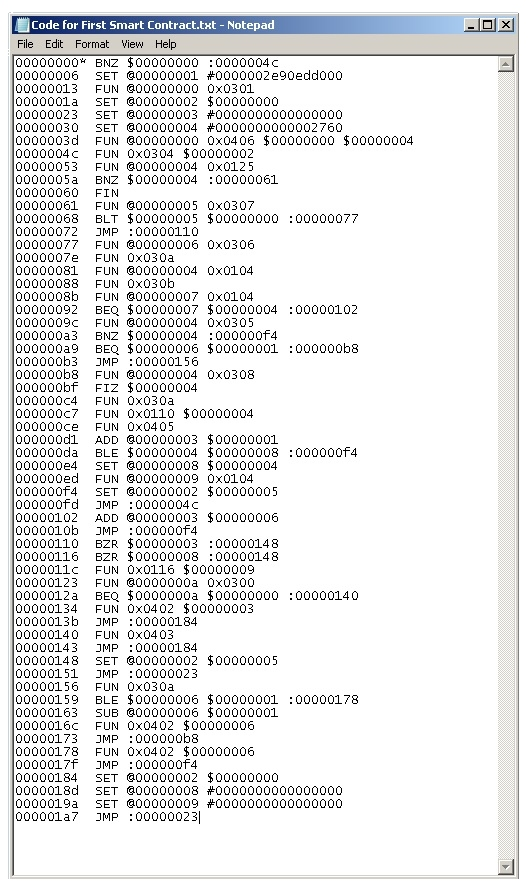
Captura del primer contrato inteligente usado por Burstcoin

### Transacciones automatizadas (Contratos Inteligentes)
Los contratos inteligentes son estados contractuales auto-ejecutables que están almacenados en la cadena de bloques. En resumen, una transacción automatizada es un conjunto Turing completo de instrucciones de código de byte, los cuales serán ejecutados por un intérprete de código de byte ya integrado en su anfitrión. Una plataforma de soporte AT resiste automáticamente varias aplicaciones que van desde juegos de azar a micromecenazgos automatizados, y asegura que los "ahorros a largo plazo" no se pierdan para siempre.

### Micromecenazgo
La función micromecenazgo permite a los usuarios de la comunidad Burst recaudar para los creadores de proyectos en una manera descentralizada.

### Servicio de fideicomiso
La Cartera de Burstcoin tiene un servicio de fideicomiso incorporado, el cual permite que una cantidad de Burstcoins sea mantenido por un tercero en nombre de las partes transaccionales.

### Mercado
La cartera de Burstcoin incluye un mercado completamente descentralizado, donde los usuarios de Burstcoin pueden ver otros artículos de los usuarios para la venta, referenciando su identificación de la cuenta. Ellos se  mostrarán para el titular de la cuenta que sea designada.

## Aspectos monetarios

### Unidades
Una unidad de Burstcoin se conoce como Burst. El símbolo de Burstcoin es BURST.

### Comprar y vender
Los Burstcoins se pueden comprar y vender en los intercambios que están en línea contra la Bitcoin. Burstcoin se comercializa activamente en los siguientes intercambios.
- Poloniex[21]
- C-CEX[22]
- Bittrex[23]
- Livecoin[24]
- Bitsquare[25]